# Lex Pinaria Furia
Droit romain et lois romaines
Lex Cassia agraria
(486 av. J.-C.) Lex Publilia
(471 av. J.-C.)
La Lex Pinaria Furia est une loi proposée par les consuls de 472 av. J.-C. et qui concerne, selon Varron, l'intercalation de jours supplémentaires dans le calendrier romain.

## La méthode romaine de l'intercalation
Sous la monarchie est institué un calendrier basé sur les cycles de la Lune, rythmant la vie religieuse et la vie quotidienne des Romains. Ce calendrier nécessite l'ajout de jours supplémentaires pour faire en sorte que les mois lunaires coïncident avec le changement des saisons, afin de permettre entre autres la bonne tenue des travaux agricoles après avoir procédé aux sacrifices nécessaires. L'ajout de jours intercalaires est une décision prise par les prêtres et n'est pas régulier d'année en année.
Vers la fin du Ve siècle av. J.-C., il apparaît que le début des mois romains ne sont plus déterminés par l'observation d'une phase de la Lune particulière, en l'occurrence le premier croissant. Les Romains passent progressivement d'un calendrier lunaire à un calendrier lunisolaire avec un mois intercalaire de 22 jours utilisé durant la République, jusqu'à l'institution du calendrier julien.

## LaLex Pinaria Furia
Le passage entre les deux calendriers semblent s'être effectué à l'époque des Décemvirs (soit vers 450 av. J.-C.) et non au cours du règne de Numa Pompilius comme le rapporte la tradition. Les textes antiques, Macrobe qui cite Varron, mentionnent une loi un peu plus ancienne, passée en 472 par les consuls Lucius Pinarius Mamercinus Rufus et Publius Furius Medullinus Fusus. Les indications fournies restent très vagues et il n'est pas clair si cette loi fait partie du processus d'évolution du calendrier ou si elle ne fait que règlementer l'intercalation dans le calendrier lunaire,.